# Havelchaussee
Die Havelchaussee ist eine kurvenreiche Straße durch den Berliner Grunewald entlang des Ostufers der Havel.

## Beschreibung
Die Havelchaussee beginnt an der Kreuzung Teltower Straße/Elsgrabenweg im Ortsteil Wilhelmstadt und verläuft zwischen den Tiefwerder Wiesen und dem S-Bahn-Damm der Spandauer Vorortbahn parallel zum Alten Postweg im Naturschutzgebiet Murellenschlucht und Schanzenwald. Kurz vor dem Stößensee erreicht sie den Bezirk Charlottenburg-Wilmersdorf. Sie führt weiter am Stößensee entlang und unterquert die Stößenseebrücke der Heerstraße (Bundesstraßen B 2/B 5). Über das Rupenhorn und das Schildhorn gelangt sie zum Grunewaldturm und zur Lieper Bucht bei der Havel-Insel Lindwerder. Vor der Großen Steinlanke biegt sie von der Havel nach Südosten ab, quert den Grunewald und endet im Ortsteil Nikolassee am Kronprinzessinnenweg nahe der A 115 (AVUS). Die Gesamtlänge beträgt 10,8 Kilometer.
Die Havelchaussee führt durch die engere Schutzzone des Wasserschutzgebietes für das Wasserwerk Tiefwerder.

## Geschichte
Die Trasse wurde zwischen 1876 und 1885 als Wald- und Verbindungsweg von der Gemeinde Zehlendorf und der Stadt Spandau angelegt. Ihren Namen erhielt sie um 1925. Seit dieser Zeit durfte sie zwischen Schildhorn nur durch Ausflugsbusse, die am Bahnhof Zoo einsetzten, befahren werden. Das Verbot des privaten Kraftfahrzeugverkehrs wurde infolge der zunehmenden Absperrung West-Berlins vom Umland nach 1945 aufgehoben.
Die Straße erschloss in den Jahren der Teilung Berlins für die Bevölkerung West-Berlins das einzige zusammenhängende Ausflugsgebiet größeren Ausmaßes am Wasser mit Bademöglichkeiten in den zahlreichen Buchten der Havel und Zugang zum Grunewald. Während das gegenüberliegende Westufer der Havel weitestgehend durch Privatgrundstücke versperrt ist, wird entlang der Havelchaussee der Zugang zum Wasser nur vereinzelt durch Grundstücke von Wassersportvereinen unterbrochen. Am nördlichen Ende liegen die Havelstudios, in denen von 1988 bis 1994 die Sat.1-Spielshow Glücksrad produziert wurde. 
Die Havelchaussee war und ist eine landschaftlich reizvolle Alternative zur AVUS als Verbindung zwischen Charlottenburg und Wannsee. Dementsprechend war die Straße vor dem Mauerfall – gerade an den Wochenenden im Sommer – sehr stark frequentiert.
Nach dem Fall der Mauer im Jahr 1989 ergriff der damalige Senat unter Walter Momper Maßnahmen, um diesen privaten Kfz-Verkehr zu unterbinden. Die Durchfahrt durch einen Abschnitt der Havelchaussee wurde für private Kraftfahrzeuge verboten, und die Parkmöglichkeiten beiderseits der Havelchaussee in der Umgebung der beliebtesten Ausflugsziele wurden mit großen Baumstämmen verbarrikadiert. Das Durchfahrtverbot wurde nach Abwahl dieses Senats wieder aufgehoben, allerdings blieb die gesamte Straße Tempo-30-Zone.